# Square du Cardinal-Petit-de-Julleville
Le square du Cardinal-Petit-de-Julleville est un espace vert du 17e arrondissement de Paris.

## Situation et accès
Ce square est situé boulevard d'Aurelle-de-Paladines et rue Gustave-Charpentier, en bordure de la porte des Ternes.
Cet espace vert est relié à plusieurs espaces verts séparés, situés à proximité du boulevard périphérique, entre la porte Maillot et la porte d’Asnières, par la promenade Bernard-Lafay.
Le site est desservi par la ligne 1 à la station Porte Maillot et par la ligne C du RER à la gare de Neuilly - Porte Maillot.

## Origine du nom
Il porte le nom du cardinal Pierre Petit de Julleville (1876-1947), ancien supérieur de l'institution Notre-Dame de Sainte-Croix (mitoyenne).

Photos prises le 13 mai 2015
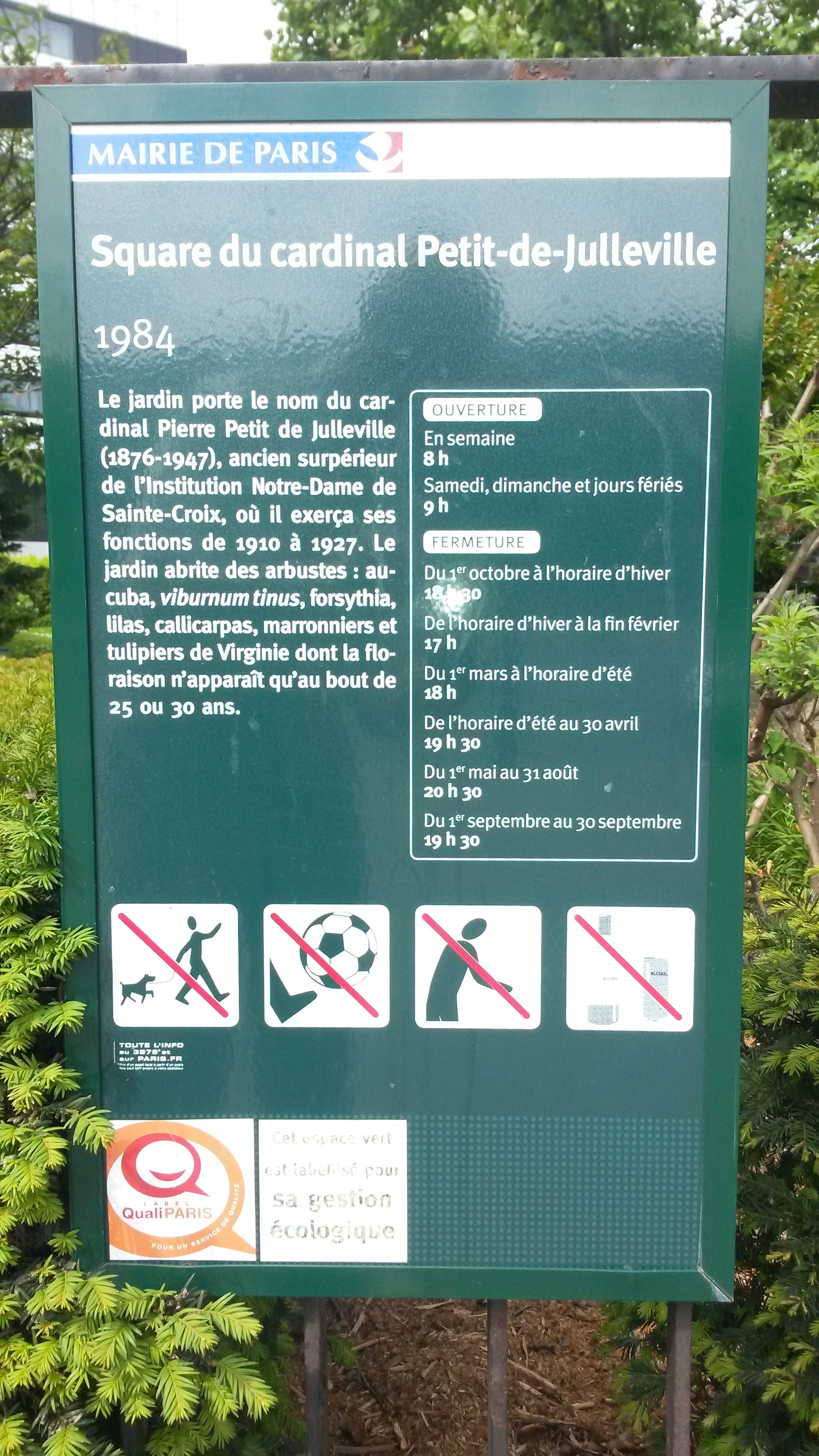
Plaque à l'entrée du square.
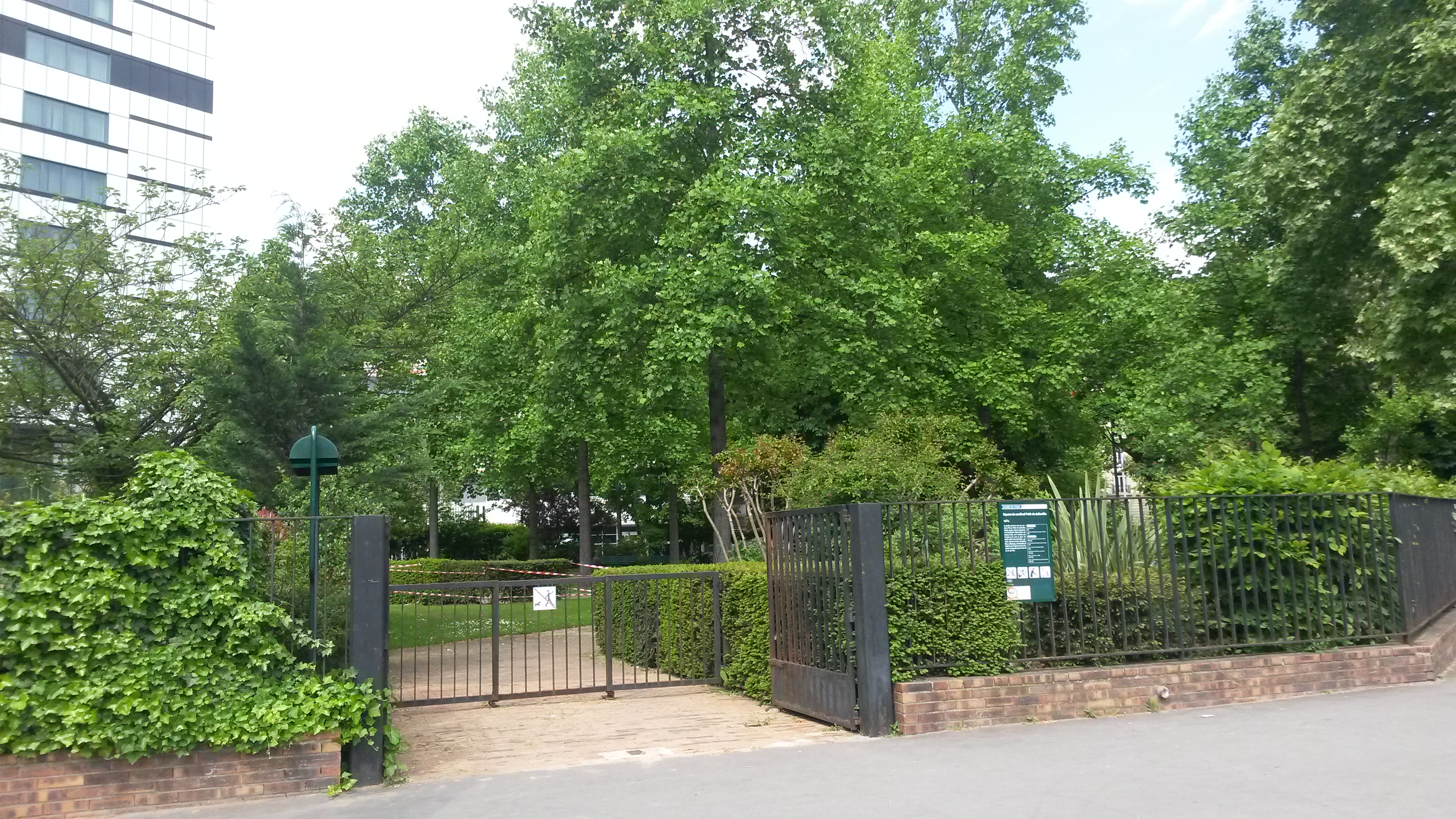
Entrée du square, au fond à gauche : bâtiment de l'hôtel.
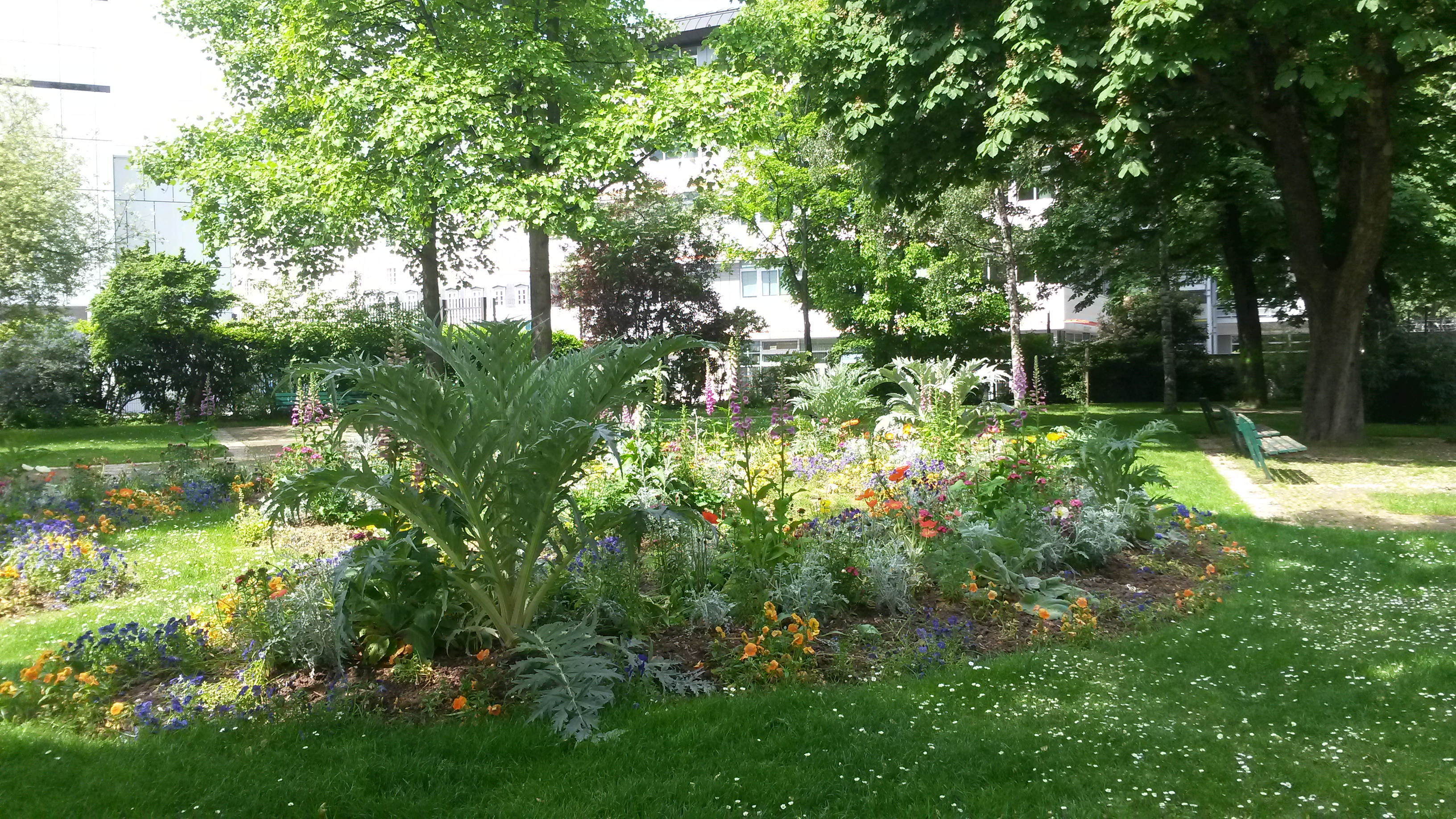
Vue à l'intérieur du square.
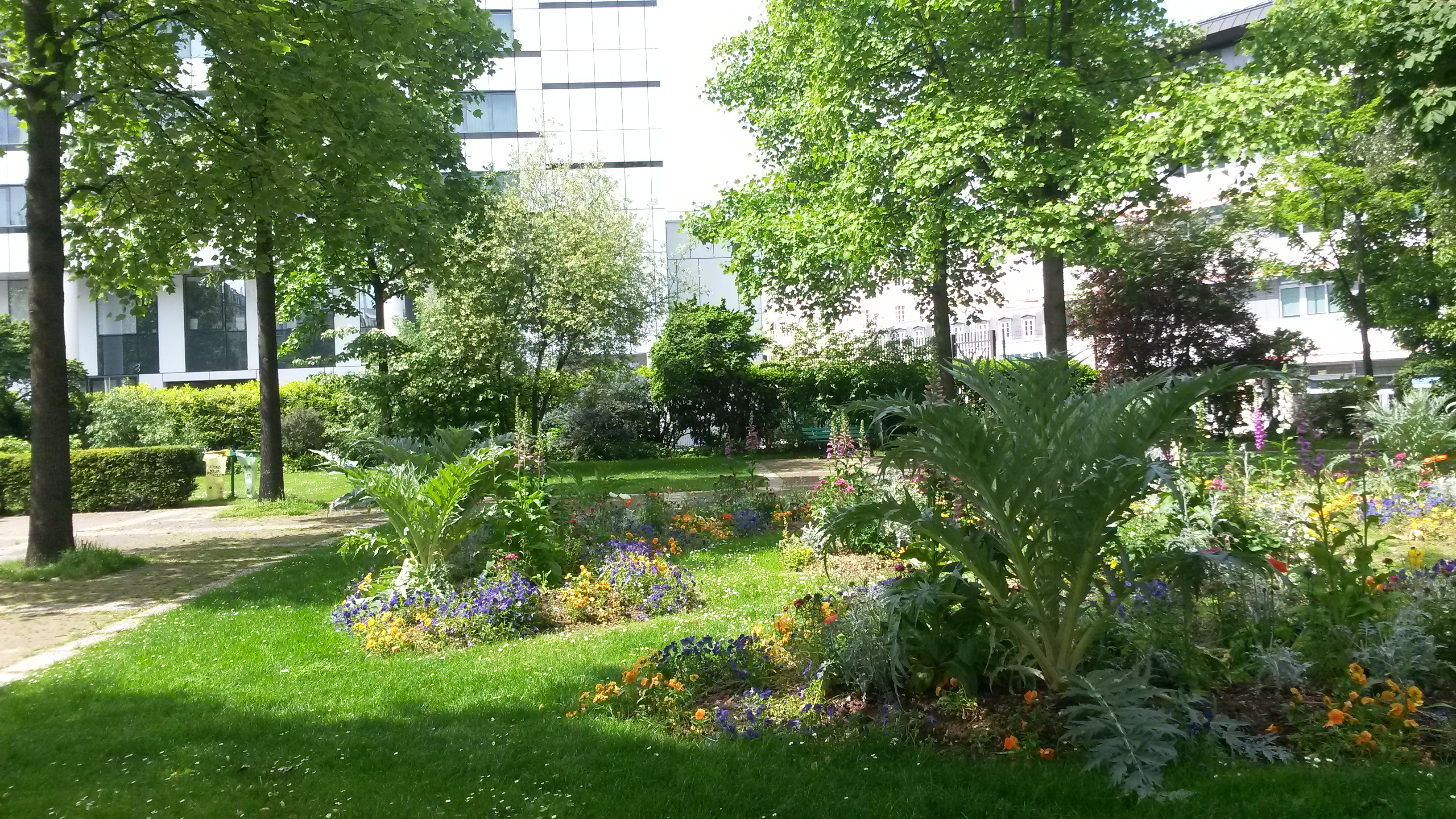
Vue à l'intérieur du square.
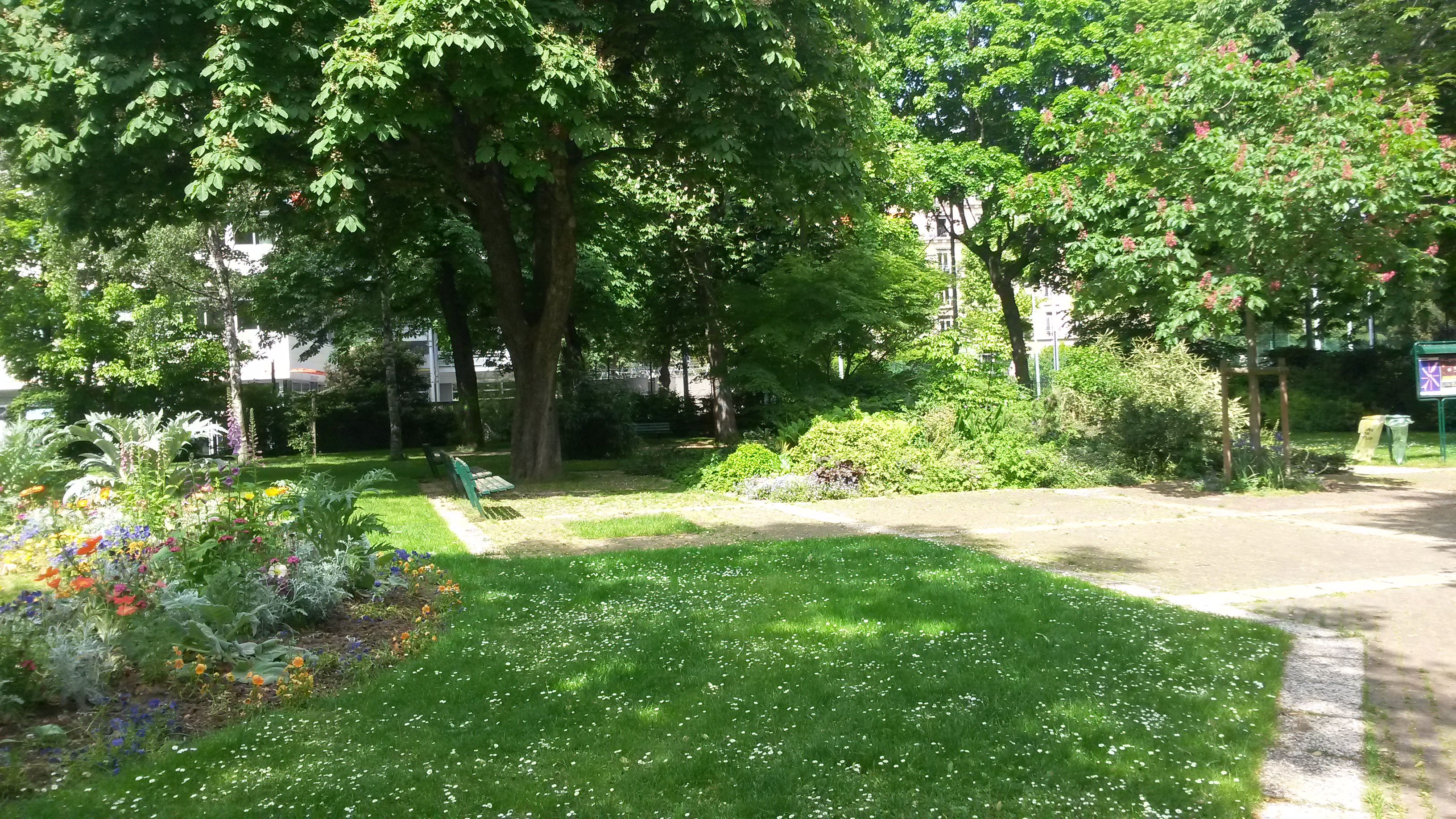
Vue à l'intérieur du square (au fond, les bâtiments de Sainte-Croix de Neuilly).
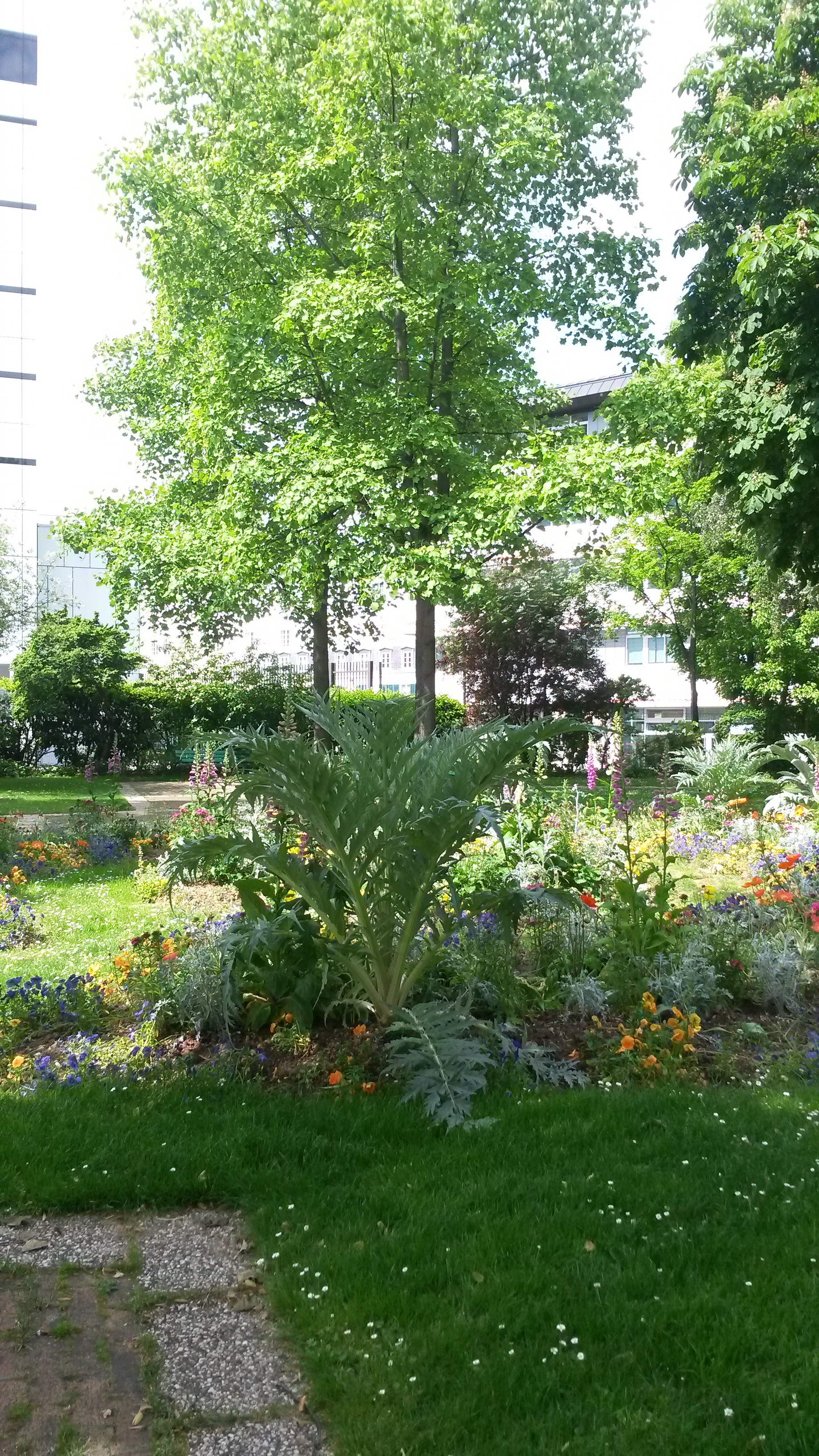
Vue à l'intérieur du square (au fond, les bâtiments de Sainte-Croix de Neuilly).
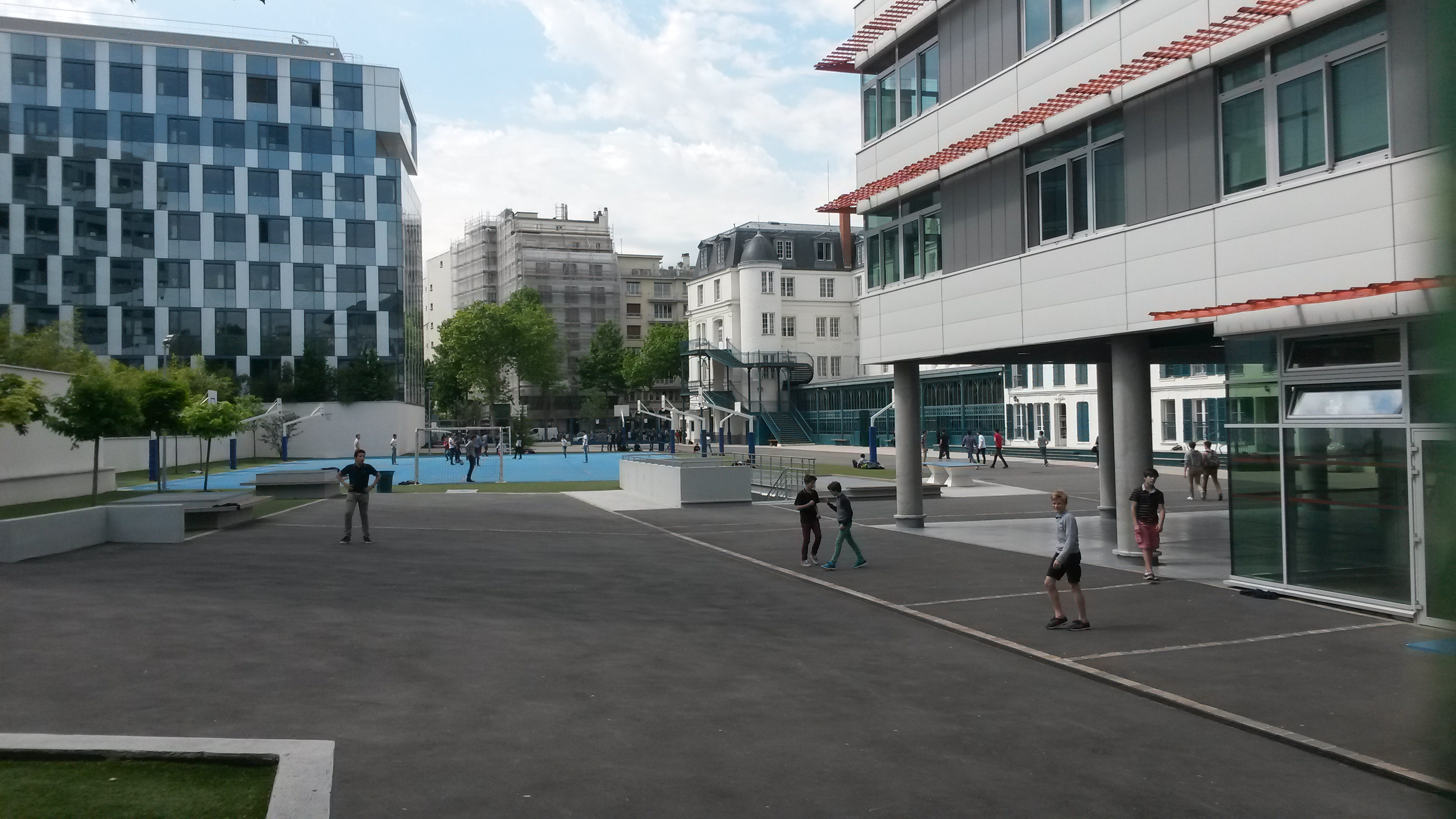
Vue à l'intérieur du square vers les bâtiments de Sainte-Croix de Neuilly.
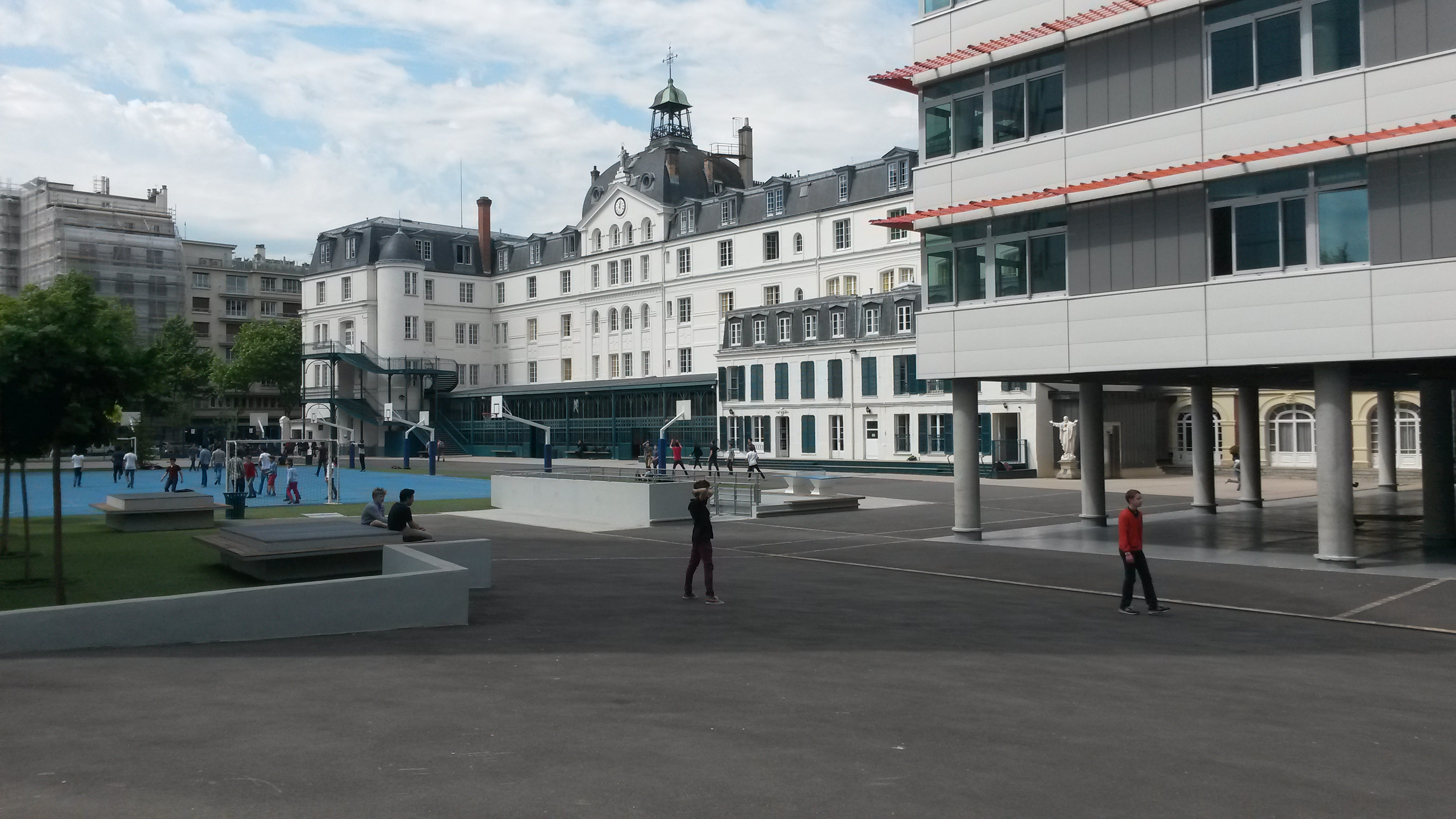
Vue à l'intérieur du square vers les bâtiments de Sainte-Croix de Neuilly.
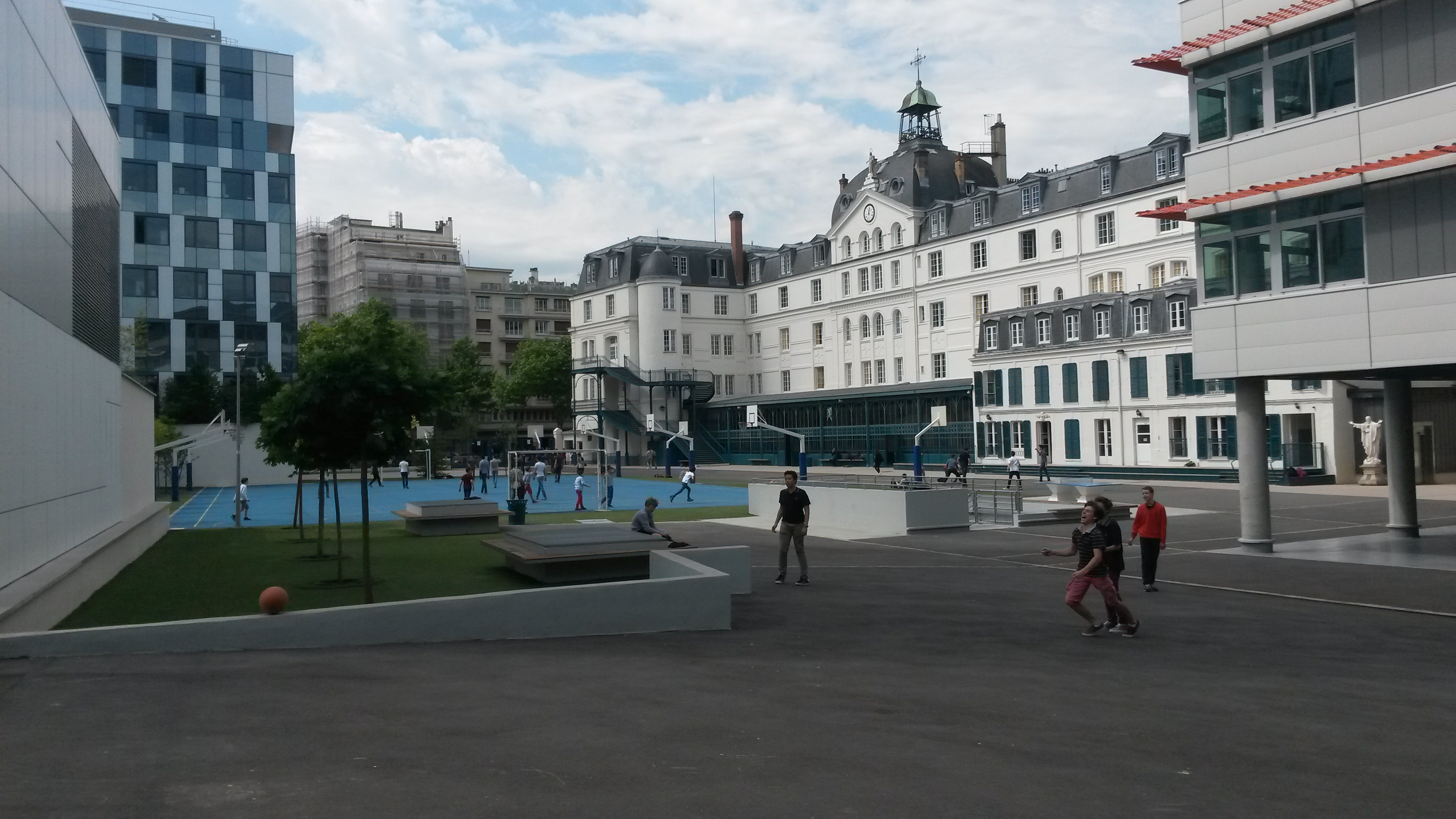
Vue à l'intérieur du square vers les bâtiments de Sainte-Croix de Neuilly.
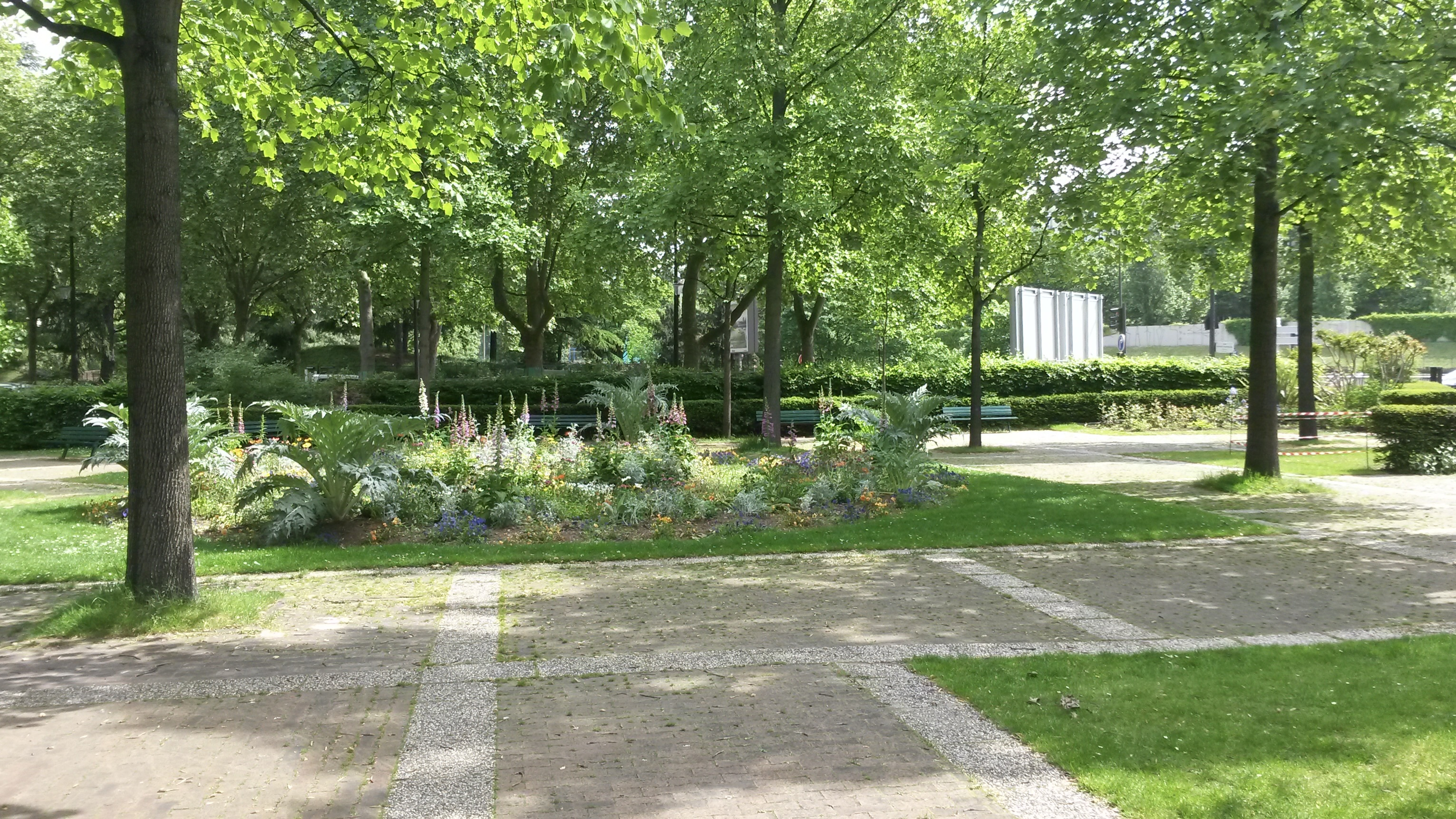
Vue à l'intérieur du square vers le boulevard périphérique.